# グヤヴェ

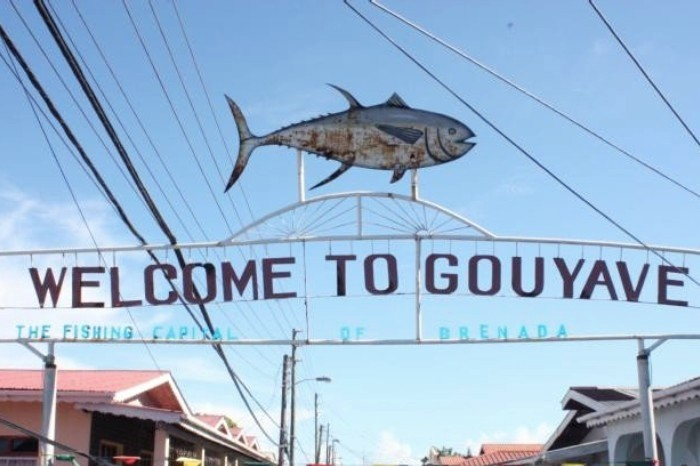
グヤヴェのウェルカムサイン

グヤヴェ（Gouyave）はグレナダの町。グレナダ島西部に位置し、カリブ海に面している。セント・ジョン教区の行政中心地。人口は2,991人（2013年推計）。
町名はグアバに由来し、フランス人はグアバの木が良く実っていたことからこう名付けた。イギリス領となった際、当時の国王ジョージ3世の王妃シャーロットにちなみシャーロットタウン（Charlotte Town）へ改称したが、まもなく元の名称に戻された。現在はナツメグの加工産業がさかん。
町の祭りは、毎年6月29日に開催される「フィッシャーマンズ・バースデイ (Fisherman's Birthday)」である。この日はグレナダ中から漁師が集まり、ボートレースといった娯楽や海鮮料理を振る舞う。また毎週金曜日は「フィッシュ・フライデー (Fish Friday)」と呼ばれるフェスティバルが開催されており、こちらは町だけでなく教区全体の漁村・漁業を宣伝することを目的にしている。